# Phygadeuon tunetanus
Phygadeuon tunetanus là một loài tò vò trong họ Ichneumonidae.